# Нижнеангарск (аэропорт)
Нижнеанга́рск (IATA: NZG)— аэропорт на севере Бурятии в посёлке Нижнеангарске. Обеспечивает регулярное воздушное сообщение Северобайкальского района (город Северобайкальск и посёлок Нижнеангарск) с Улан-Удэ, Красноярском и Иркутском. Аэродром 3 класса (ВПП категории Г).

## Принимаемые типыВС
Ан-2, Ан-24, Ан-26, Ан-30, Ан-32, ATR-42, Як-40, Cessna 208, Cessna Grand Caravan и др. типы ВС 3-4 класса, вертолёты всех типов. Максимальный взлётный вес воздушного судна — 25 тонн. Классификационное число ВПП (PCN) — 16/R/A/X/T.

## Показатели деятельности
| Год        | 2014   | 2015   | 2016  | 2017   |
| Пассажиров | 12 990 | 10 970 | 7 716 | 16 379 |
| Источники: |        |        |       |        |

## Происшествия и несчастные случаи
27 июня 2019 года пассажирский самолет Ан-24 потерпел катастрофу в аэропорту Нижнеангарск, погиб КВС и бортмеханик, двадцать два пассажира пострадали.